# Francesc de Paula Quintana i Vidal

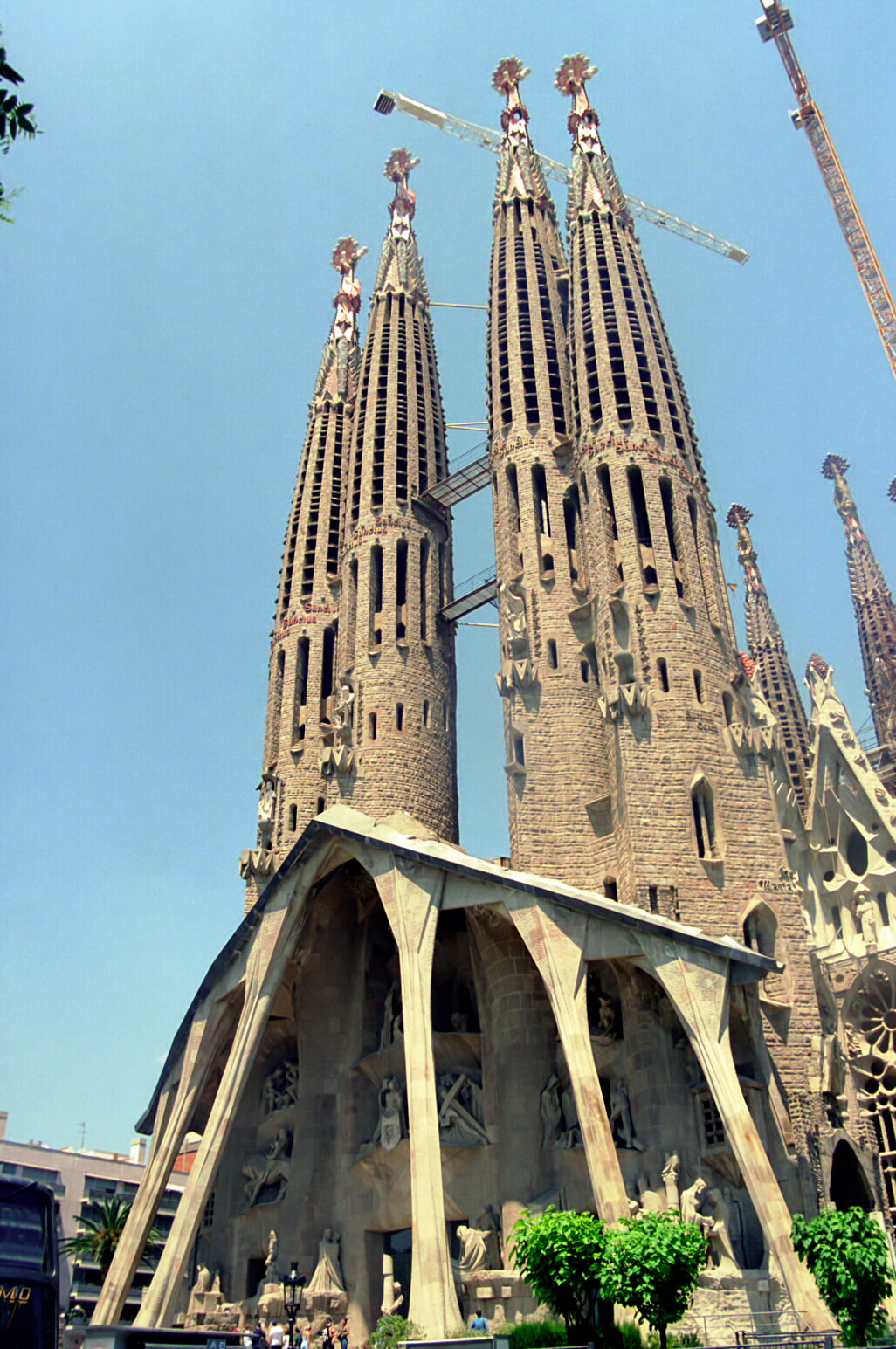
Façana de la Passió de la Sagrada Família.

Francesc de Paula Quintana i Vidal (Barcelona, 1892 - 1966) fou un arquitecte català. Titulat l'any 1918.

## Biografia
Va ser col·laborador d'Antoni Gaudí a la Sagrada Família, i va succeir Domènec Sugrañes i Gras en la direcció de l'obra. Amb Isidre Puig i Boada i Lluís Bonet i Garí es van encarregar de la nova façana de la Passió.
Va treballar per a la Caixa d'Estalvis de la Diputació de Barcelona, per a la qual va projectar diverses cases de lloguer d'estil noucentista als carrers Còrsega 200, Muntaner 153, i Menéndez y Pelayo 10, de Barcelona, així com unes cases d'estiueig a Centelles.
Autor de l'obra El ferro forjat espanyol (1928).
Quintana va dirigir l'exposició d'homenatge a Gaudí a la Sala Parés (1927). Des del 1944 es va encarregar de reorganitzar la Junta del Temple de la Sagrada Família, i va restaurar les maquetes del temple destruïdes l'any 1936.
Exercí també de professor.